# Don’t Breathe 2
Don’t Breathe 2 ist ein US-amerikanischer Horror-Thriller von Regisseur Rodo Sayagues, der am 13. August in die US-amerikanischen und am 9. September 2021 in die deutschen Kinos kam. Es handelt sich um eine Fortsetzung zum Film Don’t Breathe (2016), in der Stephen Lang, Madelyn Grace und Brendan Sexton III die Hauptrollen übernahmen.

## Handlung
Acht Jahre nach den Ereignissen des ersten Films ist der blinde Norman Nordstrom zum Ziehvater für das Waisenmädchen Phoenix geworden. Ihre Eltern starben angeblich bei einem Hausbrand, woraufhin sie von dem blinden Mann aufgenommen und im Überlebenstraining ausgebildet wurde. Sie lebt weitgehend von der Außenwelt isoliert; nur unregelmäßig besucht sie zusammen mit Normans Bekannter Hernandez ihr abgebranntes Elternhaus oder die Stadt. Dort wird sie eines Tages von einem unbekannten Mann angesprochen, der zunächst von Normans Hund Shadow vertrieben wird. Der Mann und seine Bande folgen Hernandez und Phoenix bis zu Normans Haus und erschlagen Hernandez in der darauffolgenden Nacht. Als sie auch Shadow erschießen und so den blinden Mann auf der Suche nach seinem Hund aus dem Haus locken, dringen sie in das Gebäude ein, um Phoenix zu entführen.
Das junge Mädchen flüchtet mit Normans Hilfe in einen von innen abschließbaren Schrank im Keller. Als dieser von den Einbrechern geflutet wird, kann Norman einen der Verbrecher ausschalten und mit Phoenix ins Gewächshaus flüchten, wo beide gestellt werden. Der Anführer der Bande gibt sich als Raylan, Phoenix’ leiblicher Vater, zu erkennen. Raylan saß acht Jahre lang für die Brandstiftung im Gefängnis. Nun will er seine Tochter zurückholen. Der blinde Mann schafft es, weitere Entführer auszuschalten und zurück ins Haus zu fliehen. Raylan lässt daraufhin seinen eigenen Kampfhund auf Norman los und zündet dessen Haus an.
Nachdem Norman sich und Raylans Hund aus den Flammen retten kann, führt ihn das Tier zum Haus seines Halters, einem ehemaligen Hotel. Dort verrät Raylan seiner Tochter ihren richtigen Namen – Tara – und meint, sie sei nun keine Gefangene mehr. Als Tara sich dafür entscheidet, lieber in einem Waisenhaus als bei ihrem kriminellen Vater zu leben, erscheint überraschend auch ihre Mutter Josephine. Josephine hat früher mit ihrem Mann eine Drogenküche betrieben und ihre inneren Organe zerstört. Nun will sie eine Herztransplantation mit ihrer Tochter als „Spenderin“. Tara wird unter Drogen gesetzt. Bevor die Operation aber starten kann, schaltet Norman die Stromversorgung des Gebäudes aus. Abermals kann sich der blinde Mann gegen mehrere Gegner durchsetzen, bekommt von einem der Kriminellen mit Gewissensbissen sogar Unterstützung, und sieht sich schließlich mit Raylan und Josephine konfrontiert.
Weil Norman die Umgebung mit einem Insektizid vernebelt hat, erschießt Raylan versehentlich Josephine. Nach weiteren Kämpfen nimmt Norman Raylan das Augenlicht. Gegenüber Tara gesteht Norman seine schrecklichen Taten wie Mord sowie Vergewaltigung und befiehlt ihr, sich von einem Verbrecher wie ihm fernzuhalten. Als er daraufhin allerdings vom blinden Raylan fast umgebracht wird, kommt ihm Tara zu Hilfe und ersticht ihren Vater. Wenig später stirbt Norman augenscheinlich in ihren Armen. Das junge Mädchen sucht daraufhin das Waisenhaus in der Stadt auf und stellt sich selbst als „Phoenix“ vor.
In einer Mid-Credit-Szene leckt Raylans Hund über die Finger des vermeintlich toten Normans, die sich daraufhin kaum sichtbar bewegen.

## Produktion

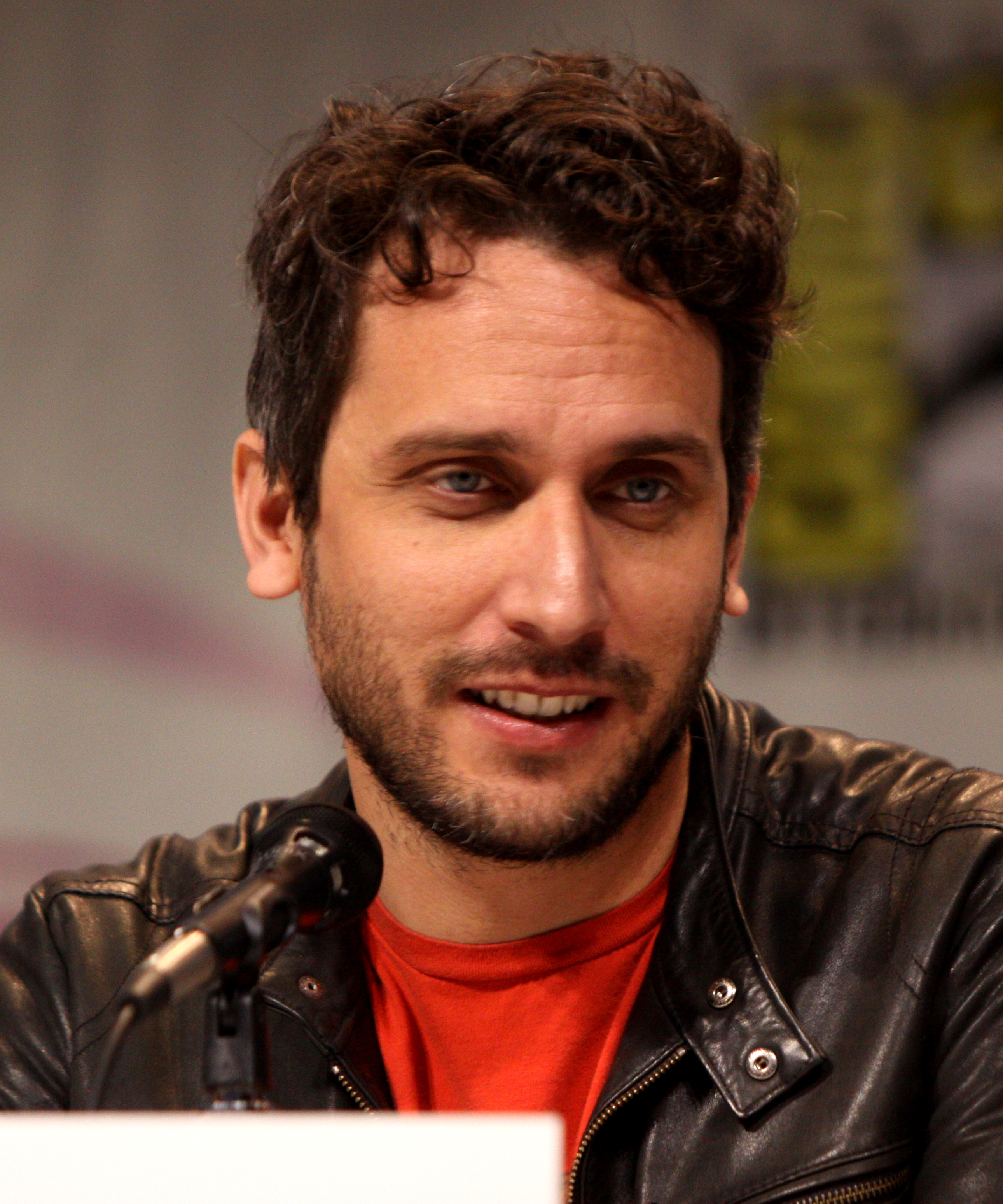
Drehbuchautor Fede Álvarez

Nachdem Don’t Breathe sowohl bei Kritikern als auch beim Publikum auf positive Resonanz stieß und bei einem Budget von 9,9 Millionen US-Dollar mit einem weltweiten Einspielergebnis von 157,8 Millionen US-Dollar auch finanziell erfolgreich war, bestätigten Regisseur Fede Álvarez und Drehbuchautor Rodo Sayagues im November 2016 die Arbeit an einer Fortsetzung, in der der von Stephen Lang verkörperte „Blinde Mann“ zurückkehren sollte. Produzent Sam Raimi äußerte sich nur wenig später über das Projekt, man hatte die „beste Idee für eine Fortsetzung“, die er jemals gehört habe, auch wenn das Studio Sony sie höchstwahrscheinlich nicht mögen werde. Die Fortsetzung sollte dabei anders als andere Genrevertreter kein Abklatsch des ersten Filmes sein, sondern neue Wege gehen und sich auf die von Lang gespielte Hauptfigur fokussieren.
Lang bestätigte im Januar 2018 offiziell, dass ein zweiter Teil kommen werde. Noch im selben Jahr verkündete Alvarez, dass das Drehbuch zur Fortsetzung fertiggestellt sei, er aus Zeitgründen aber nicht die Regie übernehmen könne. Stattdessen wurde der Regieposten im Januar 2020 mit Drehbuchautor Rodo Sayagues neubesetzt, für den Don’t Breathe 2 sein Regiedebüt darstellte. Alvarez war hingegen gemeinsam mit Raimi und Robert G. Tapert für die Produktionsfirmen Ghost House Pictures und Good Universe als Produzent tätig.
Der ursprünglich für April 2020 vorgesehene Drehstart mit Kameramann Pedro Luque musste aufgrund der COVID-19-Pandemie nach hinten verschoben werden. Da die Vorproduktion zu diesem Zeitpunkt allerdings bereits größtenteils abgeschlossen war, konnten die Dreharbeiten später trotz Pandemie vergleichsweise schnell aufgenommen werden. So flog Hauptdarsteller Stephen Lang bereits im Juli 2020 nach Serbien, wo er sich nach der Einreise in eine zehntägige Quarantäne begeben musste. In Vorbereitung auf die Dreharbeiten beschäftigte er sich – anders als beim Vorgängerfilm – intensiv mit dem Thema Blindheit und arbeitete dafür auch mit der in Albany ansässigen Northeastern Association of the Blind zusammen.
Mitte August 2020 begannen schließlich mehrwöchige Filmaufnahmen in Serbien. Zuvor hatte die Produktion Fördergelder bei den örtlichen Behörden beantragt und sich von der in Belgrad ansässigen Firma Work in Progress betreuen lassen. Am Filmset mussten pandemiebedingt strenge Hygienekonzepte und Sicherheitsprotokolle eingehalten werden. Alle Darsteller und Crewmitglieder wurden zweimal wöchentlich auf SARS-CoV-2 getestet; zudem wurde an den Drehorten regelmäßig die Körpertemperatur der Beteiligten gemessen. Hauptdarsteller Lang selbst äußerte sich, das Social Distancing habe ihm sogar dabei geholfen, noch mehr in seine im Film größtenteils isolierte Rolle zu finden. Am 7. Oktober 2020 bestätigte er, dass er seine Szenen in Belgrad abgedreht habe. Nur wenig später wurden die Dreharbeiten offiziell abgeschlossen.
Ein Trailer zum Film wurde am 30. Juni 2021 veröffentlicht. Don’t Breathe 2 kam am 13. August 2021 in die US-amerikanischen Kinos. Der deutsche Kinostart war zunächst für den 19. August 2021 angekündigt, wurde später allerdings auf den 9. September 2021 verschoben. Die deutsche Heimkinopremiere erfolgte am 9. Dezember 2021. Auf den DVDs und Blu-rays ist neben einem alternativen Ende auch die ungeschnittene Filmfassung verfügbar.

## Synchronisation

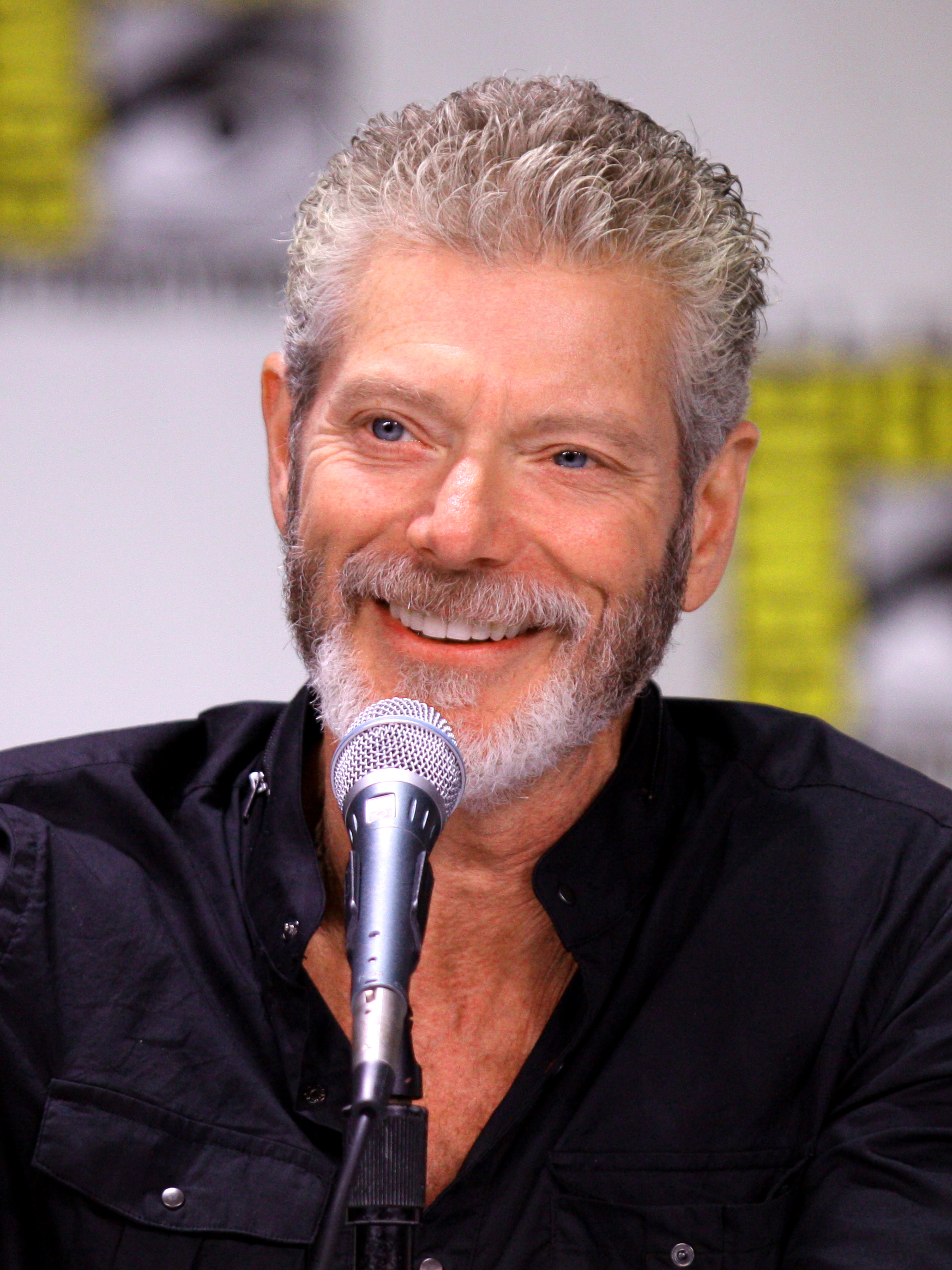
Hauptdarsteller Stephen Lang

Die deutschsprachige Synchronisation entstand nach einem Dialogbuch und unter der Dialogregie von Sven Hasper bei Iyuno Germany.
| Rolle            | Darsteller          | Synchronsprecher          |
| ---------------- | ------------------- | ------------------------- |
| Norman Nordstrom | Stephen Lang        | Klaus-Dieter Klebsch      |
| Phoenix / Tara   | Madelyn Grace       | Valentina Bonalana        |
| Raylan           | Brendan Sexton III  | Martin Kautz              |
| Josephine        | Fiona O’Shaughnessy | Kaya Marie Möller         |
| Hernandez        | Stephanie Arcila    | Christina Wöllner         |
| Jared            | Bobby Schofield     | Tim Schwarzmaier          |
| Duke             | Rocci Williams      | Dennis Schmidt-Foß        |
| Jim-Bob          | Adam Young          | Bastian Sierich           |
| Raul             | Christian Zagia     | Sebastian Christoph Jacob |

## Rezeption

### Altersfreigabe
In den Vereinigten Staaten erhielt Don’t Breathe 2 von der MPA aufgrund von stark blutiger Gewalt, grausamen Bildern und der Sprache ein R-Rating. In Deutschland erteilte die FSK sowohl für die gekürzte als auch die ungekürzte Filmfassung keine Jugendfreigabe.

### Kritiken
Don’t Breathe 2 konnte 43 % der 79 bei Rotten Tomatoes gelisteten Kritiker überzeugen und erhielt dabei eine durchschnittliche Bewertung von 4,9 von 10 Punkten. Als zusammenfassendes Fazit zieht die Seite, auch wenn Stephen Lang weiterhin eine aufregende und imposante Präsenz hätte, habe die Fortsetzung Probleme, eine vernünftige Geschichte für ihre Figuren zu finden. Bei Metacritic erhielt der Film basierend auf 19 Kritiken einen Metascore von 46 von 100 möglichen Punkten.
Überwiegend positiv steht Owen Gleiberman von Variety dem Film gegenüber und attestiert Don’t Breathe 2, eine würdige und effiziente Fortsetzung zu sein, auch wenn es am Einfallsreichtum des Vorgängerfilms fehle. Regisseur Rodo Sayagues inszeniere den Film kompetent, komme aber nicht an die stilvolle Klaustrophobie von Fede Álvarez heran, wodurch die Abschnitte des Films, welche dem Vorgängerwerk noch am nächsten kommen würden, nur recht durchschnittlich seien. Das Beste an der Fortsetzung bleibe weiterhin Stephen Lang in seiner neuen Rolle als Antiheld, der es schaffe, dass der Zuschauer selbst bei generischen Actionszenen mit der Figur mitfühlen könne. Die zweite Hälfte setzte allerdings zu sehr auf den Ausbau des Franchises, wobei Norman Nordstrom auf eine mythologische Ebene gehoben, als beinahe unbesiegbar dargestellt und in einer Post-Credit-Szene sogar seine Rückkehr angedeutet werde.
Auch Noel Murray zieht in seiner Kritik für die Los Angeles Times ein positives Fazit und urteilt, Don’t Breathe 2 sei zwar kein Meisterwerk und komme auch nicht an den überragenden Vorgängerfilm heran, sei allerdings weit besser als der Durchschnitt und punkte mit neuen Überraschungen. Zunächst beginne die Fortsetzung noch im Stile von Don’t Breathe, gehe dann aber ihre ganz eigenen Wege in einer fast postapokalyptischen Kulisse. Die Filmemacher Rodo Sayagues und Fede Álvarez hätten dabei ein gutes Gespür dafür, was auf der Leinwand für das Publikum funktioniere, auch wenn es insgesamt weniger Wendungen als noch im Vorgängerfilm gebe. Auch stilistisch und tonal seien einige Unterschiede zu bemerken: In Don’t Breathe 2 gebe es anders als im ersten Teil eine klare Trennung zwischen Gut und Böse, das Gewalt- und Gore-Level sei erhöht, die Farbpalette dafür heruntergeschraubt worden und auch Norman Nordstrom wirke fast übermenschlich und nicht mehr verwundbar. Weiterhin gebe es kaum Dialoge und so sei der Zuschauer gezwungen, mit den Figuren mitzudenken. Die letzte halbe Stunde überzeuge schließlich durch wilde Twists und die späte Einführung einer wichtigen Figur, dessen Motive durch den Film hinweg sehr gut genutzt worden seien. Als größten Kritikpunkt führt Murray hingegen das Fehlen eines sozialkritischen Subtextes an.
Zu einem gemischten Urteil gelangt Christoph Petersen von Filmstarts, für den Don’t Breathe 2 eher ein „Rache-Actioner mit vereinzelten Horror-Einschüben“ denn ein „Horror-Schocker“ wie der Vorgänger sei und auch nicht dessen „gnadenlose Intensität“ erreiche, wenngleich der Film handwerklich „gut gemacht“ sei und mit einigen „besonders schön-fiese[n] Einfälle[n]“ aufwarte. Überdies lobte Petersen die Bösewichte und den „erneut die Leinwand dominierenden“ Stephen Lang. Auch Madelyn Grace mache ihr Sache „richtig gut“, jedoch würde ihre Figur die „ohnehin schon strapazierte Glaubwürdigkeit“ mitunter weiter untergraben. Auch das Lexikon des internationalen Films meinte, die Fortsetzung setze „weniger auf die ausgedehnten Spannungsmomente des ersten Teils als auf klassische B-Movie-Schauwerte“, doch sei sie „weiterhin elegant entlang der Blindheit des Protagonisten inszeniert.“
Eher negativ steht John Defore vom Hollywood Reporter der Fortsetzung gegenüber. Wo der erste Teil noch echten Schrecken zu bieten hatte, sei Don’t Breathe 2 bestenfalls spannend, schlimmstenfalls lächerlich. Der Film habe zwar Ambitionen, den von Stephen Lang verkörperten Blinden Mann zu einer echten Horrorikone zu verwandeln, untergrabe aber so auch den gelungenen Abschluss des Vorgängerfilms. Die Fortsetzung werden stattdessen zu einem „Rette-das-Mädchen“-Streifen, der keinen Anspruch an Glaubwürdigkeit mehr verfolge. Hauptdarstellerin Madelyn Grace biete dabei zwar eine gute schauspielerische Leistung, doch statt sie zu einer echten Actionheldin zu machen, gerate ihre Figur Phoenix mit der Zeit eher in den Hintergrund. Der Fokus liege stattdessen weiterhin auf Lang, der zwar gut zur körperlichen und stillen Rolle passe, aber dessen Können und Fähigkeiten für die Fortsetzung ins Absurde getrieben wurden.
Enttäuscht zeigt sich auch Benjamin Lee vom Guardian, für den es sich bei Don’t Breathe 2 um eine sinnlose, langweilige und billige Fortsetzung handele. Der Film fühle sich wie Fanservice für Fans an, die es gar nicht mehr gebe, da der erste Teil bereits zu lange zurückliege. Das größte Problem der Fortsetzung sei Stephen Lang, der zwar eine imposante physische Präsenz habe, aber aufgrund seiner moralischen Unklarheit vom Zuschauer nicht so einfach als Protagonist akzeptiert werden könne. Um seine Figur dennoch als den Guten darzustellen, würden seine Gegenspieler so karikaturhaft schrecklich wie möglich und ihr ultimativer Plan als lächerlich abstoßend dargestellt werden. Dies alles wäre für Lee noch verkraftbar gewesen, wenn wenigstens der Rest des Films stimmen würde, und Madelyn Grace schaffe als Ersatztochter tatsächlich etwas Abhilfe. Szenen ohne sie würde allerdings flach, bemerkenswert ermüdend und spannungsfrei wirken.

### Einspielergebnis
Am Startwochenende konnte Don’t Breathe 2 mit einem Einspielergebnis von rund 10,6 Millionen US-Dollar den zweiten Platz der US-amerikanischen Kino-Charts belegen. Dem Budget von rund 15 Millionen US-Dollar stehen weltweite Einnahmen aus Kinovorführungen in Höhe von 53,8 Millionen US-Dollar gegenüber, von denen der Film allein 32,7 Millionen im nordamerikanischen Raum einspielen konnte. In Deutschland verzeichnete Don’t Breathe 2 insgesamt 142.918 Kinobesucher.